# Xavier Cañellas
Xavier Cañellas Sánchez (Puigpuñent, Baleares, 16 de marzo de 1997) es un ciclista español profesional desde 2019. Combina el ciclismo en pista, donde ha conseguido varios campeonatos de España, con el ciclismo en ruta.

## Trayectoria
Destacó como amateur ganando pruebas como el Gran Premio Macario o etapas en la Vuelta al Bidasoa y la Vuelta a Castellón. Estos resultados le llevaron al profesionalismo de la mano del conjunto Profesional Continental Caja Rural-Seguros RGA.
Aunque en 2020 logró su primera victoria, una etapa de la Belgrado-Bania Luka, el equipo navarro no le renovó el contrato y el 11 de enero de 2021 se hizo oficial su incorporación al Gios-Kiwi Atlántico.

## Palmarés

### Ruta
2020
- 1 etapa de la Belgrado-Bania Luka

### Pista
2015
- Campeonato de España de Persecución por equipos

2016
- Campeonato de España de Persecución por equipos
- Campeonato de España Madison (haciendo pareja con Albert Torres Barceló)

2017
- Campeonato de España de Persecución por equipos
- Campeonato de España Madison (haciendo pareja con Albert Torres Barceló)

2018
- Campeonato de España de Persecución por equipos

2019
- Campeonato de España de Persecución por equipos
- Campeonato de España Madison (haciendo pareja con Albert Torres Barceló)

2021
- Campeonato de España de Puntuación
- Campeonato de España de Scratch